# پرچم موزامبیک
پرچم موزامبیک، پرچم کشور موزامبیک است که برای اولین بار در ۱ مهٔ ۱۹۸۳ به رسمیت شناخته شد. به عنوان پرچم ملی و نشان ملی شناخته می‌شود و همچنین دارای تناسب ۲:۳ می‌باشد. در بخش سمت چپ این پرچم یک قبضه سلاح کلاشنیکف مسلح به سرنیزه نشان داده شده‌است. پرچم موزامبیک در کنار گواتمالا، هائیتی و بولیوی تنها پرچم‌هایی در دنیا هستند که یک جنگ‌افزار گرم یکی از اجزای تشکیل دهنده آن است. رنگ سبز نشانه ثروت‌های سرزمین،
رنگ سفید نوار باریک نشان دهنده صلح،
رنگ سیاه نشان دهنده قاره آفریقا،
رنگ زرد نماد مواد معدنی کشور،
و رنگ قرمز نشان دهنده مبارزه برای استقلال است. تفنگ نماد دفاع و آمادگی،
کتاب باز نماد اهمیت آموزش،
کج بیل نماد کشاورزی کشور
و ستاره نماد مارکسیسم و انترناسیونالیسم است.

## نگارخانه